# Tramway de Saint-Pétersbourg
Le tramway de Saint-Pétersbourg (en russe : Санкт-петербургский трамвай) en Russie était réputé pour être le plus grand réseau de tramway au monde. À la fin des années 1980, ses voies couraient sur environ 340 kilomètres. Depuis 1995, le réseau de tramway s'est fortement rétracté avec la suppression de nombreuses portions de voies en centre-ville. De sorte que le réseau de Melbourne (245 km) est désormais plus long. Si le réseau avait encore une longueur de 285 km en 2001, elle se limitait au début 2007 à 220 km parcourus par 39 lignes différentes. Il est exploité par Gorelektrotrans (Горэлектротранс), une société municipale qui est également propriétaire du réseau de trolleybus.

## Histoire

### Les débuts à traction animale
Saint-Pétersbourg a vu arriver le tramway dans ses rues durant les années 1860. Ceux-ci étaient alors tirés par des chevaux. Cependant, dès 1854, une ligne exclusivement réservée au marchandises avait été mise en service pour desservir une banlieue industrielle. En 1863, trois lignes destinées au transport des personnes ont été mises en service dans le centre-ville. Les entreprises privées se sont multipliées, et à l'apogée du réseau à traction animale, on comptait 25 lignes et plus de 100 kilomètres de voie. Cet ensemble transportait alors plus de deux millions de passagers par an.

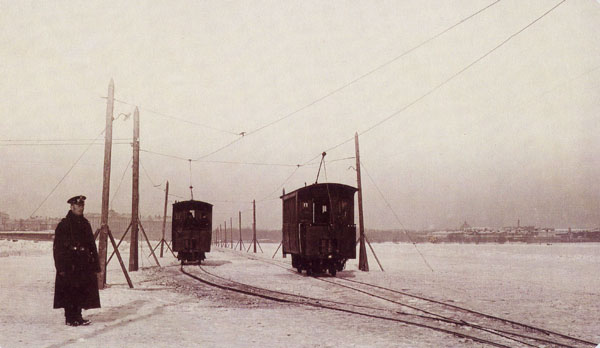
Premier service de tram électrique sur la Neva gelée

Au cours de l'hiver 1907, le tramway électrique est revenue à Saint-Pétersbourg. Cette fois, ils ont circulé sur des voies posées sur de la glace (pendant la saison d'hiver) recouvrant la Neva. Une entreprise de transport publics électriques a été formée, et plusieurs lignes traversant le fleuve en divers endroits ont été exploitées. Car si la Horsecar Stock Company possédait le monopole du transport sur voie ferrée dans les rues, en revanche, elle ne disposant d'aucun titre lui assurant l'exclusivité à la surface des cours d'eau gelés.

### L'électrification
Le 3 septembre 1902, le contrat entre la ville et la société la Horsecar Stock Company  a été rompu, et tout le système ferroviaire, c'est-à-dire les rails, wagons, des chevaux, les bâtiments et autres équipements, est devenu propriété de la ville de Saint-Pétersbourg. Cependant, la ville a dû payer à la compagnie pendant encore 12 ans une indemnité pour la reprise du réseau. Immédiatement la municipalité de Saint-Pétersbourg a commencé à planifier son futur réseau de tramway électrique, qui devait se substituer aux tramways à chevaux vieillissants. Un certain nombre de questions devaient être résolues, en particulier, les voies légères et à écartement étroit devaient être remplacé par de nouvelles plus lourdes et de meilleure qualité ; le réseau a dû être électrifié, et de nouveaux dépôts adaptés à l'entretien des tramways électrique ont dû être construits. Le projet a été concédé à l'entreprise américaine Westinghouse Electric Corporation.

### La période post-URSS
Après la disparition de l'Union soviétique, les transports publics à Saint-Pétersbourg ont été constamment sous-financés, d'où le manque d'entretien et de services peu fiables. Un grand nombre de voies ont été démolies, et la tendance se maintient jusqu'à aujourd'hui, ce qui pénalise de nombreux passagers. Officiellement, le démantèlement complet du réseau n'est pas planifié bien que des suppressions massives de lignes ont eu lieu depuis 2001. Les deux dernières ouvertures de lignes remontent à 1999 pour relier les extensions résidentielles récentes dans le nord-ouest (Dolgoe Ozero, Komendantsky Aerodrom, Lakhtinsky Razliv) à la toute nouvelle station Staraya Derevnya du Métro de Saint-Pétersbourg. En 2005 et 2006, depuis le dernier changement dans la gestion de Gorelectrotrans de gestion en septembre 2005, plus de 20 km supplémentaires de voies ont été détruits, non seulement dans le centre de la ville, mais aussi une section de 3 km dans un quartier résidentiel excentré. Ces suppressions ont gravement fragilisés le fonctionnement du réseau et réduit sa capacité à répondre aux besoins de la population. De nouvelles fermetures de lignes sont programmées sous les pressions des lobbys routiers qui estiment que la baisse du trafic tramway donne plus de liberté à la circulation automobile et aux minibus privés qui suivent le même tracé.

## Réseau actuel

### Aperçu général

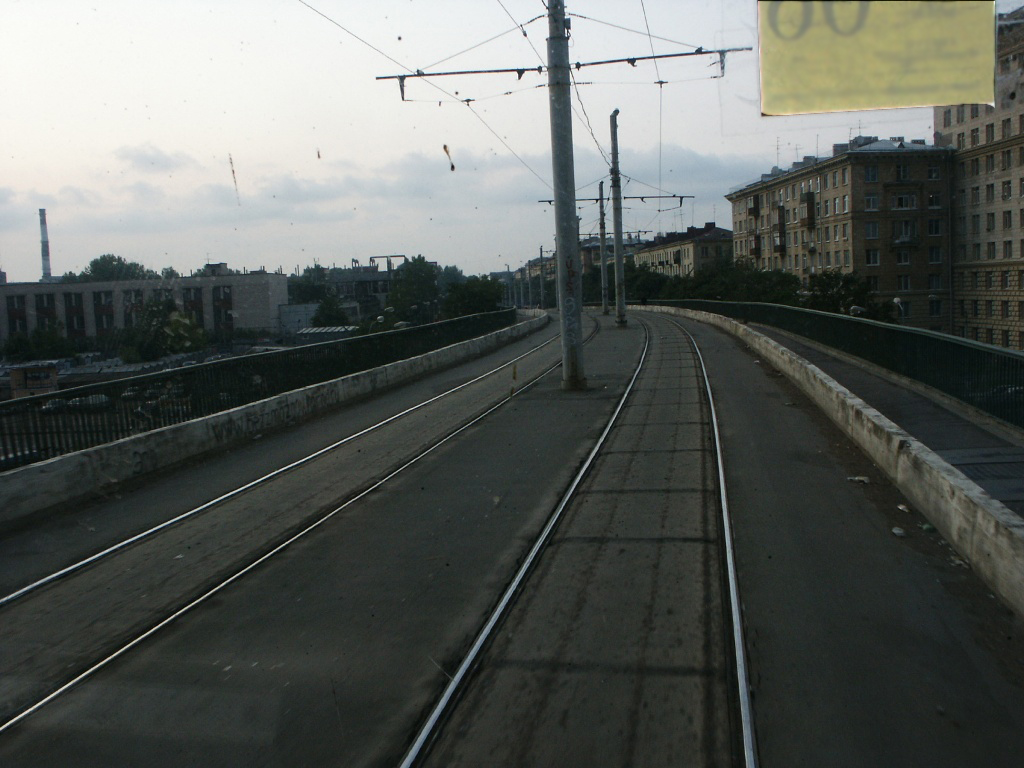
Voies du tram sur le viaduc au-dessus des voies de la gare Avtovo

En 2011, on compte 40 lignes de tramway en service dans la ville pour un réseau d'une longueur de 231 kilomètres
Il s'agit des lignes  3, 6, 7, 8, 9, 10, 16, 18, 19, 20, 21, 23, 24, 25, 27, 29, 36, 38, 39, 40, 41, 43, 45, 47, 48, 49, 51, 52, 55, 57, 58, 59, 60, 61, 62, 63, 64, 65, 100  et A.
Les autres fonctionnent les jours ouvrables seulement. Environ un tiers du réseau est exploité avec des fréquences de 10 minutes et moins. D'autres sections sont exploités à des fréquences allant jusqu'à 30 minutes.

### Matériel roulant

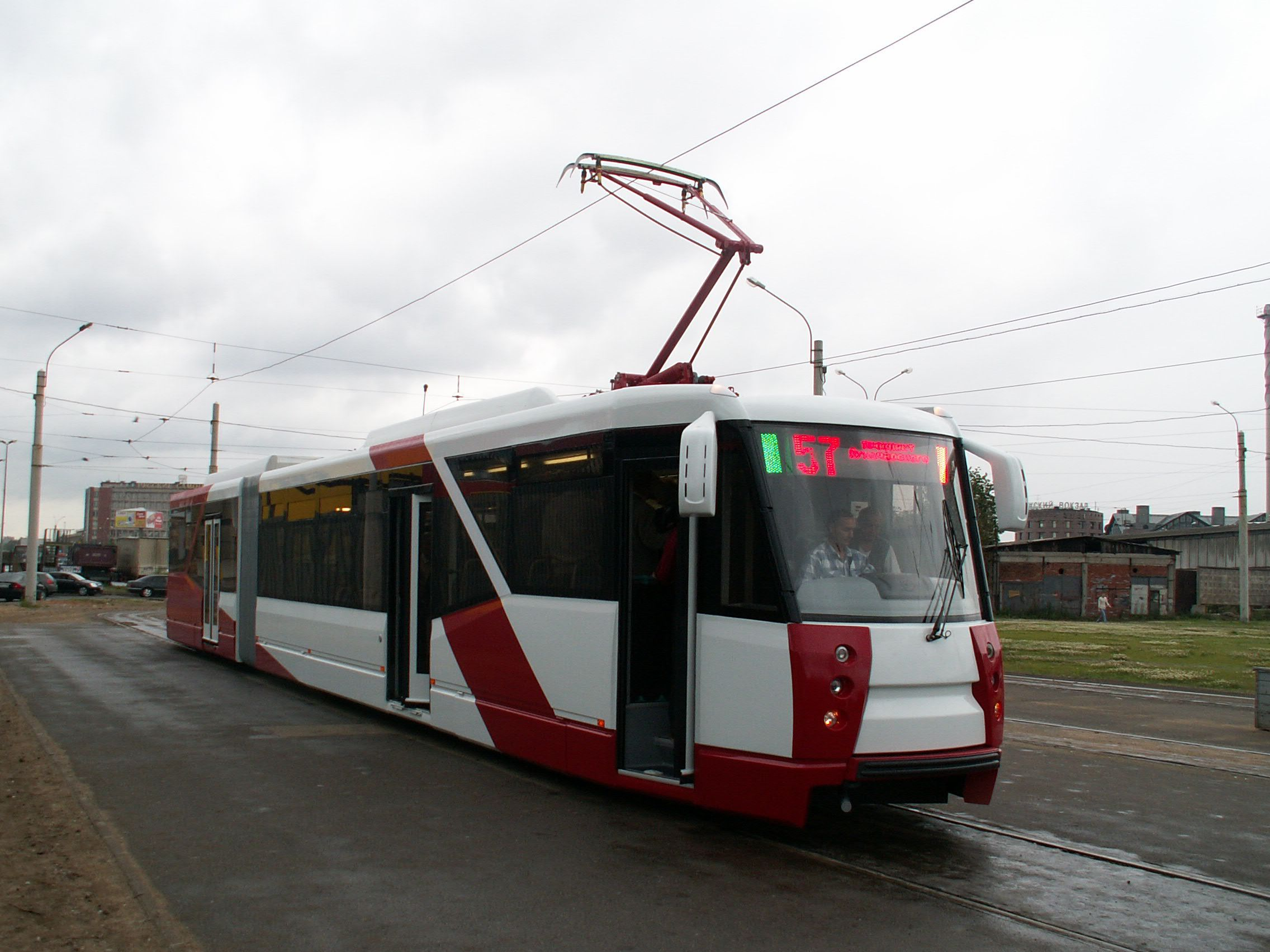
Un tram de la série LVS-2005

Le réseau compte plus de 800 rames de tramway.
Tous les véhicules actuellement en service sur le réseau ont été construits par Petersburg Tram Mechanical Factory (PTMF) (russe : Петербу́ргский трамва́йно-механи́ческий заво́д (ПТМЗ)). La série KTM-5M3, qui a été produite dans la ville d'Oust-Katav dans l'oblast de Tcheliabinsk, a été utilisée à Saint-Pétersbourg jusqu'au 18 septembre 2007.
Les véhicules des séries suivantes sont actuellement en service :
- LM-68M (ЛМ-68М) —  2 bogies, 3 portes, caisse unique, construits entre 1973 et 1978 par PTMF.
- LVS-86 (ЛВС-86) et LVS-86M —  3 bogies, 4 portes, caisses articulées, construites entre 1987 et 1997 par PTMF. Mdésigne les voitures LVS-86 rénovées mises en service depuis 2003.
- LVS-97 (ЛВС-97) —  3 bogies, 4 portes, caisses articulées, construites par PTMF depuis 1997.
- LM-99 (ЛМ-99) —  2 bogies, caisse unique, construites par PTMF depuis 1999.
- LVS-2005 (ЛВС-2005) — 3 bogies, caisses articulées, construites par PTMF depuis 2005.

Entre en 1907 et à la fin des années 1960, le réseau de tramway de Saint-Pétersbourg a utilisé des voitures construites au Royaume-Uni par Brush.
Plusieurs voitures de cette série, ainsi que d'autres modèles anciens construit par PTMF sont maintenus en état de fonctionnement et peut être loués pour les occasions spéciales. Tous les modèles de tramways exploités à Saint-Pétersbourg ont été présentés dans une grande parade pour les 90 ans du réseau en 1997.
Toutes les voitures historiques sont stockées dans l'ancien dépôt no 2 sur l'île Vassilievski qui n'est plus utilisé pour abriter les trams servant à l'exploitation du réseau depuis janvier 2007.
Fin 2011, la municipalité signe une lettre d'intention auprès d'Alstom et de son partenaire russe TMH pour la définition et la fourniture d'une nouvelle rame rapide et à plancher bas,.